# Aaron Jackson
Aaron Lee Jackson, ( Hartford,  Connecticut, 6 de mayo de 1986) es un exjugador de baloncesto estadounidense cuya carrera deportiva ha transcurrido en clubes europeos como: Italia, Turquía, España o Rusia y China además de una breve experiencia en la NBA con Houston Rockets.
Con 1,93 metros de altura y 90 kilos de peso, ocupaba la posición de base.

## Carrera
En 2010 Jackson llega a Bilbao de su primera experiencia europea a caballo entre Turquía e Italia donde recaló tras completar su etapa universitaria en el Campus católico de Duquesne y recibir su licenciatura en Psicología. En el Antalya promedió 15,7 puntos, 4,9 rebotes y 4 asistencias, mientras que fue el eje del engranaje del Bolonia en los play-off de la Lega, acumulando 14,4 puntos, 4,7 rebotes, 4,9 asistencias y 1,9 robos en más de 32 minutos en pista.

## Palmarés
- Liga de Rusia: 2

CSKA Moscú:  2012-13, 2013-14
- Euroliga: 1

CSKA Moscú:  2016
- VTB United League: 5

CSKA Moscú: 2013, 2014, 2015, 2016 y 2017

## Estadísticas de su carrera en la NBA

### Temporada regular
| Año     | Equipo  | PJ | PT | MPP  | %TC  | %3P  | %TL  | RPP | APP | ROB | TPP | PPP |
| ------- | ------- | -- | -- | ---- | ---- | ---- | ---- | --- | --- | --- | --- | --- |
| 2017-18 | Houston | 1  | 0  | 35.0 | .333 | .250 | .500 | 3.0 | 1.0 | .0  | .0  | 8.0 |
| Total'  | Total'  | 1  | 0  | 35.0 | .333 | .250 | .500 | 3.0 | 1.0 | .0  | .0  | 8.0 |

### Playoffs
| Año   | Equipo  | PJ | PT | MPP | %TC  | %3P  | %TL  | RPP | APP | ROB | TPP | PPP |
| ----- | ------- | -- | -- | --- | ---- | ---- | ---- | --- | --- | --- | --- | --- |
| 2018  | Houston | 7  | 0  | 2.4 | .500 | .000 | .500 | .6  | .3  | .0  | .0  | .7  |
| Total | Total   | 7  | 0  | 2.4 | .500 | .000 | .500 | .6  | .3  | .0  | .0  | .7  |